# 谷中五重塔放火心中事件

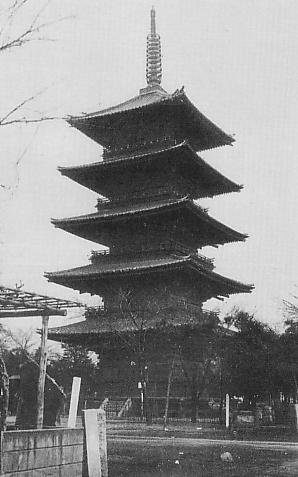
往年の谷中五重塔

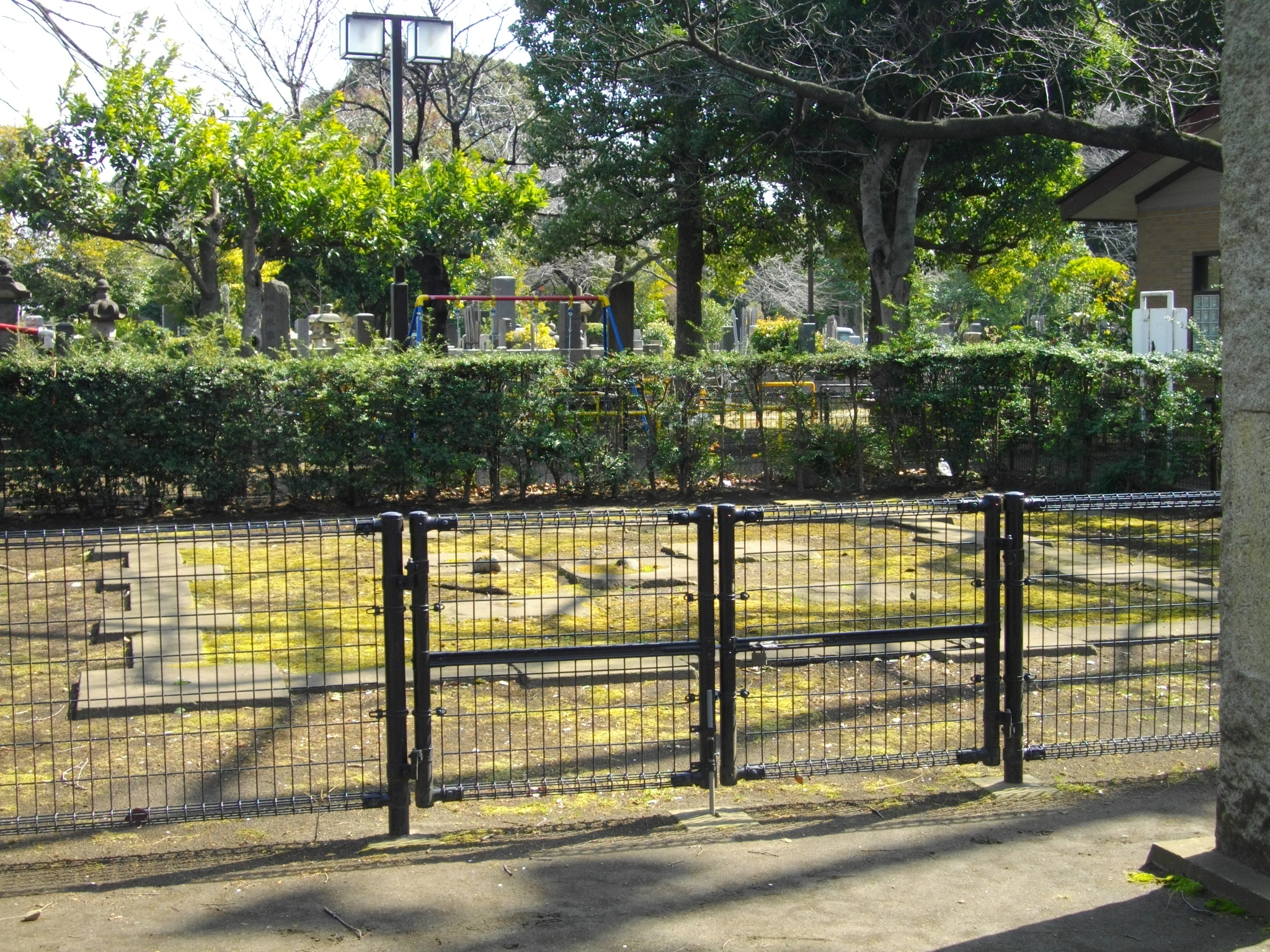
現在の五重塔跡

谷中五重塔放火心中事件（やなかごじゅうのとうほうかしんじゅうじけん）は、1957年（昭和32年）7月6日早朝に東京都台東区の谷中霊園内の五重塔が、心中による放火で焼失した事件である。

## 事件の概要
この五重塔は、幸田露伴の小説『五重塔』のモデルにもなった天王寺の五重塔が1908年（明治41年）に当時の東京市に寄贈されたもの。東京の名所のひとつで、谷中霊園のシンボルになっていた。
火の手は7月6日午前3時45分ごろに上がり、火の粉は塔から50m離れた地点にも降り注ぎ、心柱を残してすべて焼け落ちた。焼失後、焼け跡の心柱付近から男女の区別も付かないほど焼損した焼死体2体が発見された。わずかに残された遺留品の捜査で2人は都内の裁縫店に勤務していた48歳の男性と21歳の女性であることが判明した。遺体から金の指抜きが見つかり、当時そうした指抜きは洋裁師しか使っておらず、そこから身元がわかったという。
現場には石油を詰めた一升ビンとマッチ、睡眠薬も残されており、捜査の結果、男女は不倫関係の清算を図るために焼身自殺を図ったことがわかった。
塔は再建されず、現在は礎石だけが残るのみである（2007年に塔の再建計画が報道されている）。
映画監督の舩橋淳は同事件の取材中に台東区谷中の明王院の元住職、塩田隆雄が当日の記録映像を所持していることを知り、その過程をもとにしたドキュフィクション映画『谷中暮色』を2009年に公開した。塩田住職は、事件当時消防団の副団長で、消火活動の合間に、コダックエクタクロームのカラー8mmで撮影していた。